# Rincón de San Gabriel
Rincón de San Gabriel är en ort i kommunen Tejupilco i delstaten Mexiko i Mexiko. Samhället hade 371 invånare vid folkräkningen 2020.